# الكتلة الاشتراكية البوركينية
الكتلة الاشتراكية البوركينية (بالفرنسية : Bloc Socialiste Burkinabé) كان حزبا سياسيا في بوركينا فاسو. تأسس الحزب في ديسمبر 1990 من قبل نونغما إرنست ويدراوغو. أصبح ويدراوغو الأمين العام للحزب. أُطلق سراح ويدراوغو من السجن العام السابق. كان قد شغل منصب وزير الأمن في عهد سنكارا.
كان شعار الحزب هو العمل والنصر والكتلة.
في أغسطس 1995، سُجن ويدراوغو بعد رفع دعوى تشهير. أطلق سراحه بعد خمسة أشهر.
في يناير 1996 انشق فصيل وانضم إلى الكونغرس من أجل الديمقراطية والتقدم.
في عام 2000 اندمج الحزب في اتفاقية سانكارست عموم أفريقيا.